# 몽펠리에 HSC
몽펠리에 에로 스포르 클뢰브(프랑스어: Montpellier Hérault Sport Club)는 프랑스의 몽펠리에를 연고로 하는 리그 1의 축구 클럽이다. 본래의 클럽은 1919년에 창단되었지만 현재의 모습은 1974년 합병을 통해 세워진 것이다. 회장은 로랑 니콜랭(Laurent Nicollin)이며, 2009년 5월 29일 홈 경기장인 스타드 드 라 모송(Stade de la Mosson)에서 RC 스트라스부르를 2-1로 꺾고 리그 1 승격을 확정지었다.
이 팀을 거쳐간 유명 선수로는 로랑 블랑, 에리크 캉토나, 카를로스 발데라마, 알료사 아사노비치, 로제 밀라, 올리비에 지루 등이 있다. 2011-12 시즌 모두의 예상을 깨고 첫 우승을 달성하며 이변의 주인공이 되었다.

## 선수

### 현재 선수 명단
2023-01-31 기준
참고: FIFA 자격 규정에 따라 소속된 국가대표팀 국기를 표시합니다. 선수는 복수의 FIFA 비회원국 국적을 가지고 있을 수 있습니다.
| 번호 | 포지션 | 국적     | 이름                 |
| ---- | ------ | -------- | -------------------- |
| 3    | DF     | 기니     | 이시아가 실라        |
| 4    | DF     | 말리     | 부바카르 쿠야테      |
| 5    | DF     | 포르투갈 | 페드루 멘드스        |
| 6    | DF     |          | 크리스토페르 줄리앙  |
| 7    | FW     |          | 아르노 노르댕        |
| 9    | FW     | 요르단   | 무사 알타마리        |
| 10   | FW     | 잉글랜드 | 스테피 마비디디      |
| 11   | MF     |          | 테지 사바니에 (주장) |
| 12   | MF     |          | 조르당 페리 (부주장) |
| 13   | MF     |          | 조리스 쇼타르        |
| 14   | DF     |          | 막심 에스테브        |
| 15   | DF     | 우루과이 | 마티아스 수아레스    |
| 16   | GK     |          | 디미트리 베르토      |
| 17   | DF     |          | 테오 세인트루스      |
| 18   | MF     |          | 레오 르로이          |

| 번호 | 포지션 | 국적        | 이름                                          |
| ---- | ------ | ----------- | --------------------------------------------- |
| 20   | FW     | 알제리      | 야니스 게르무셰                               |
| 21   | FW     |             | 엘리예 와히                                   |
| 22   | MF     |             | 칼릴 파야드                                   |
| 26   | DF     |             | 티볼트 타마스                                 |
| 27   | DF     |             | 페투 마우아사 (클뤼프 브뤼허에서 임대)        |
| 28   | FW     | 콩고 공화국 | 베니 마쿠아나                                 |
| 29   | DF     | 카메룬      | 엔조 차토                                     |
| 30   | GK     |             | 마티스 카르발류                               |
| 39   | FW     | 세네갈      | 세리녜 파예                                   |
| 40   | GK     |             | 뱅자맹 르콩트                                 |
| 75   | DF     |             | 마마두 사코                                   |
| 77   | DF     | 말리        | 팔라예 사코 (비토리아 드 기마랑이스에서 임대) |
| 90   | GK     | 세네갈      | 빙구루 카마라                                 |
| 99   | FW     | 튀니지      | 와흐비 카즈리                                 |

## 역대 감독
| 감독      | 임기        |
| --------- | ----------- |
| 에메 자케 | 1989 ~ 1990 |

## 수상 이력

### 국내
- 리그 1
  - 우승 (1): 2011-12
- 리그 2
  - 우승 (3): 1945-46, 1960-61, 1986-87
- 쿠프 드 프랑스
  - 우승 (2): 1929, 1990
  - 준우승 (2): 1931, 1994
- 쿠프 드 라 리그
  - 준우승 (1): 2011
- 쿠프 강바르델라
  - 우승 (2): 1996, 2009
  - 준우승 (3): 1984, 1985, 1997

### 유럽
- UEFA 인터토토컵
  - 우승 (1): 1999

### 그 외
- 쿠프 드 라 리그
  - 우승 (1): 1992